# فرودگاه بین‌المللی ارکیلت
فرودگاه بین‌المللی ارکیلت (به انگلیسی: Erkilet International Airport) (به زبان بومی: Kayseri Erkilet Airport) یک فرودگاه نظامی و همگانی با کد یاتا ASR است که یک باند فرود بتن دارد و طول باند آن ۳۰۰۰ متر است. این فرودگاه در شهر قیصریه کشور ترکیه قرار دارد و در ارتفاع ۱۰۶۹ متری از سطح دریا واقع شده است.

## شرکت‌های هواپیمایی و مقصدهای پروازی
| شرکت‌های هواپیمایی                  | مقصدهای پروازی                                                                |
| ---------------------------------- | ----------------------------------------------------------------------------- |
| اطلس گلوبال                        | آتاترک                                                                        |
| کرندون ایرلاینز                    | آنتالیا چارتر: شهید مدنی تبریز، امام خمینی                                    |
| جرمنیا                             | فصلی: مانستر اوسنابروک                                                        |
| انور ایر                           | آتاترک فصلی: اسخیپول آمستردام، کلن بن                                         |
| پگاسوس ایرلاینز                    | آنتالیا، دوسلدورف، صبیحه گوکچن، عدنان مندرس، اشتوتگارت فصلی: اسخیپول آمستردام |
| سان اکسپرس                         | آنتالیا، عدنان مندرس                                                          |
| سان‌اکسپرس دویچلند                  | کلن بن، دوسلدورف، مونیخ، اشتوتگارت                                            |
| ترکیش ایرلاینز                     | آتاترک فصلی: دوسلدورف، اشتوتگارت، وین                                         |
| ترکیش ایرلاینز اجرا توسط آنادولوجت | صبیحه گوکچن                                                                   |